# Iranduba
Iranduba est une municipalité brésilienne de l'État d'Amazonas.